# Шапсай, Михаил Ильич
Михаил Ильич Шапсай (1903—1971) — советский режиссёр, администратор кинопроизводства, один из ведущих авторов Украинской студии хроникально-документальных фильмов.

## Биография
Родился в 1903 году в Вильнюсе Виленской губернии Российской империи.
С начала 30-х годов работал на Украинской студии кинохроники в Киеве. С 1941 года — директор киностудии. Режиссёр фильмов «На берегах родного Дуная» (1945 год), «Сталевары „Азовстали“» (1949 год), «Золотые руки» (1952 год), «Чрезвычайный вторник» (1964 год) и других.
Похоронен на Байковом кладбище.